# Wie es Miss Beelzebub gefällt
Wie es Miss Beelzebub gefällt (jap. ベルゼブブ嬢のお気に召すまま。, Beelzebub-jō no Okinimesu Mama.) ist eine Manga-Serie von Matoba. Sie erscheint seit 2015 in Japan und wurde als Anime-Fernsehserie adaptiert, der auch als As Miss Beelzebub Likes it. bekannt wurde. Das Werk ist in die Genres Comedy und Fantasy einzuordnen. 

## Inhalt
In der Hölle herrscht als Stellvertreterin für Satan die Dämonin Beelzebub. Ihr persönlicher Assistent Mullin  hat sich sein Leben lang gewünscht, diese Stelle anzutreten, doch nun stellt sich sein Alltag ganz anders heraus als gedacht. Beelzebub erfüllt ihre Aufgaben zwar gewissenhaft, doch nebenbei liebt sie alles flauschige und will sich möglichst oft damit umgeben. Wenn es die Arbeit zulässt, badet sie sogar nackt in den flauschigen Kesalan, die sie als Haustiere hält. Mullin gerät durch ihre Vorlieben immer wieder in Not, kann sie aber auch nicht dafür zurechtweisen. Zum Überfluss ist er auch noch in die niedliche Dämonin verliebt. Im Dämon Azazel hat er jedoch Konkurrenz, der deutlich größer und stärker ist als Mullin und mit Beelzebub gut bekannt ist.
Der Manga erzählt kurze Episoden aus dem Leben in der Hölle, in Form von Yonkoma-Strips oder Kurzgeschichten über mehrere Seiten.

## Veröffentlichung
Die Serie erschien von Juli 2015 bis Mai 2020 im Magazin Gekkan Shōnen Gangan beim Verlag Square Enix. Dieser brachte die Kapitel auch in zwölf Sammelbänden heraus. Diese verkauften sich je über 20.000 Mal.
Eine deutsche Übersetzung wurde von März 2019 bis Oktober 2021 mit allen Bänden bei Altraverse veröffentlicht. Yen Press bringt eine englische Fassung heraus.

## Animeserie
Beim Studio Liden Films entstand 2018 eine 12-teilige Animeserie zum Manga. Hauptautor war Yoriko Tomita und Regie führte Minato Kazuto. Das Charakterdesign entwarf Etsuko Sumimoto und die künstlerische Leitung lag bei Kohei Honda. Dieje 25 Minuten langen Folgen wurden vom 10. Oktober bis 27. Dezember 2018 von den Sendern BS11, TV Aichi, Gunma TV, Tokyo MX, TV Asahi und Tochigi TV in Japan ausgestrahlt. Die Plattform Crunchyroll veröffentlichte die Serie als As Miss Beelzebub Likes it. international, unter anderem mit deutschen und englischen Untertiteln.

### Synchronisation
| Rolle     | japanischer Sprecher (Seiyū) |
| --------- | ---------------------------- |
| Mullin    | Rikuya Yasuda                |
| Beelzebub | Saori Ōnishi                 |
| Azazel    | Satoshi Hino                 |

### Musik
Die Musik der Serie wurde komponiert von Kanon Wakeshima und naotyu-. Für den Vorspann verwendete man das Lied Pink Lemonade von Sangatsu no Phantasia und der Abspann wurde unterlegt mit Akuma de Koiwazurai von Saori Ōnishi, Misaki Kuno und Ai Kakuma.